# Herdman Rocks
Die Herdman Rocks sind zwei 15 m hohe Klippen im Archipel der Südlichen Orkneyinseln. Sie ragen 2,5 km südöstlich des Hart Rock und 5 km nordöstlich des Kap Dundas von Laurie Island aus dem Meer auf.
Die erste Kartierung geht auf die Dritte Französische Antarktisexpedition (1837–1840) unter der Leitung von Jules Dumont d’Urville zurück. Wissenschaftler der britischen Discovery Investigations benannten sie nach dem britischen Hydroglogen und Ozeanographen Henry Franceys Porter Herdman (1901–1967), der von 1929 bis 1949 dem wissenschaftlichen Ausschuss dieser Expeditionsreihe angehört hatte.